# Soucieu-en-Jarrest
Soucieu-en-Jarrest é uma comuna francesa na região administrativa de Auvérnia-Ródano-Alpes, no departamento de Ródano. Estende-se por uma área de 14,2 km². Em 2010 a comuna tinha 4 641 habitantes (densidade: 326,8 hab./km²).